# BM-21

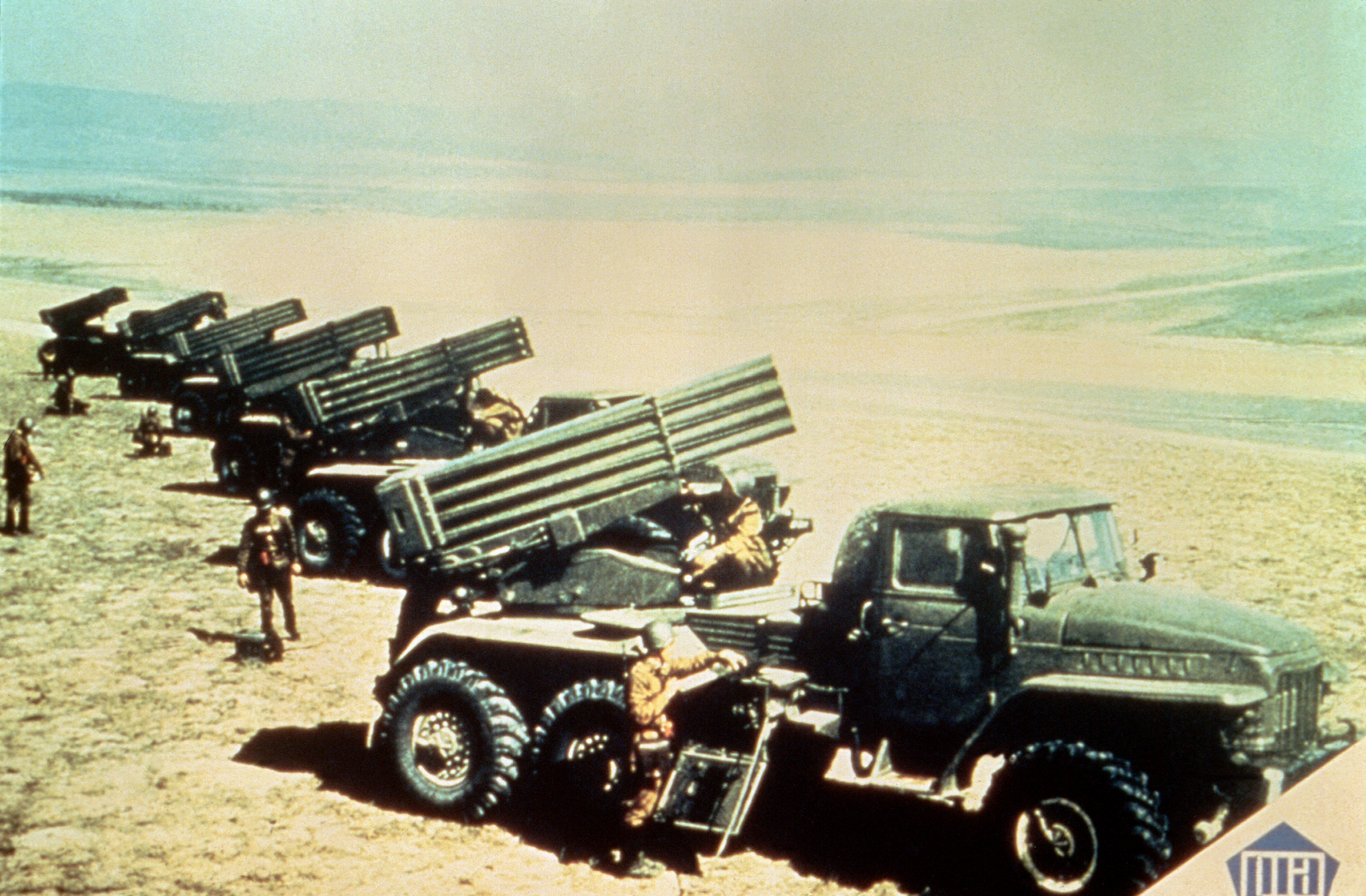
BM-21PD auf einem Lkw Ural-375D

BM-21 ist ein Mehrfachraketenwerfersystem im Kaliber 122 mm, das in der Sowjetunion entwickelt wurde. Der GRAU-Index lautet 9K51 Grad. BM ist eine Abkürzung für „Bojewaja maschina“ (russisch Боевая машина), für „Kampffahrzeug“; Grad bedeutet „Hagel“.

## Entwicklung
Das System wurde in den Jahren 1950 bis 1958 vom staatlichen Waffenhersteller Splaw in Tula entwickelt und ab 1963 bei den Landstreitkräften der Sowjetarmee eingeführt. Grad ersetzte die Mehrfachraketenwerfersysteme BM-14 und BMD-20.
BM-21 ist das weltweit verbreitetste Mehrfachraketenwerfersystem. Bis zum Ende der 1980er-Jahre wurden vom Motowilicha-Werk in Perm rund 3500 Werfer sowie über 3 Millionen Raketen produziert. Mehrere tausend Werfer und Raketen wurden zusätzlich in Lizenz im Ausland hergestellt.

## Versionen

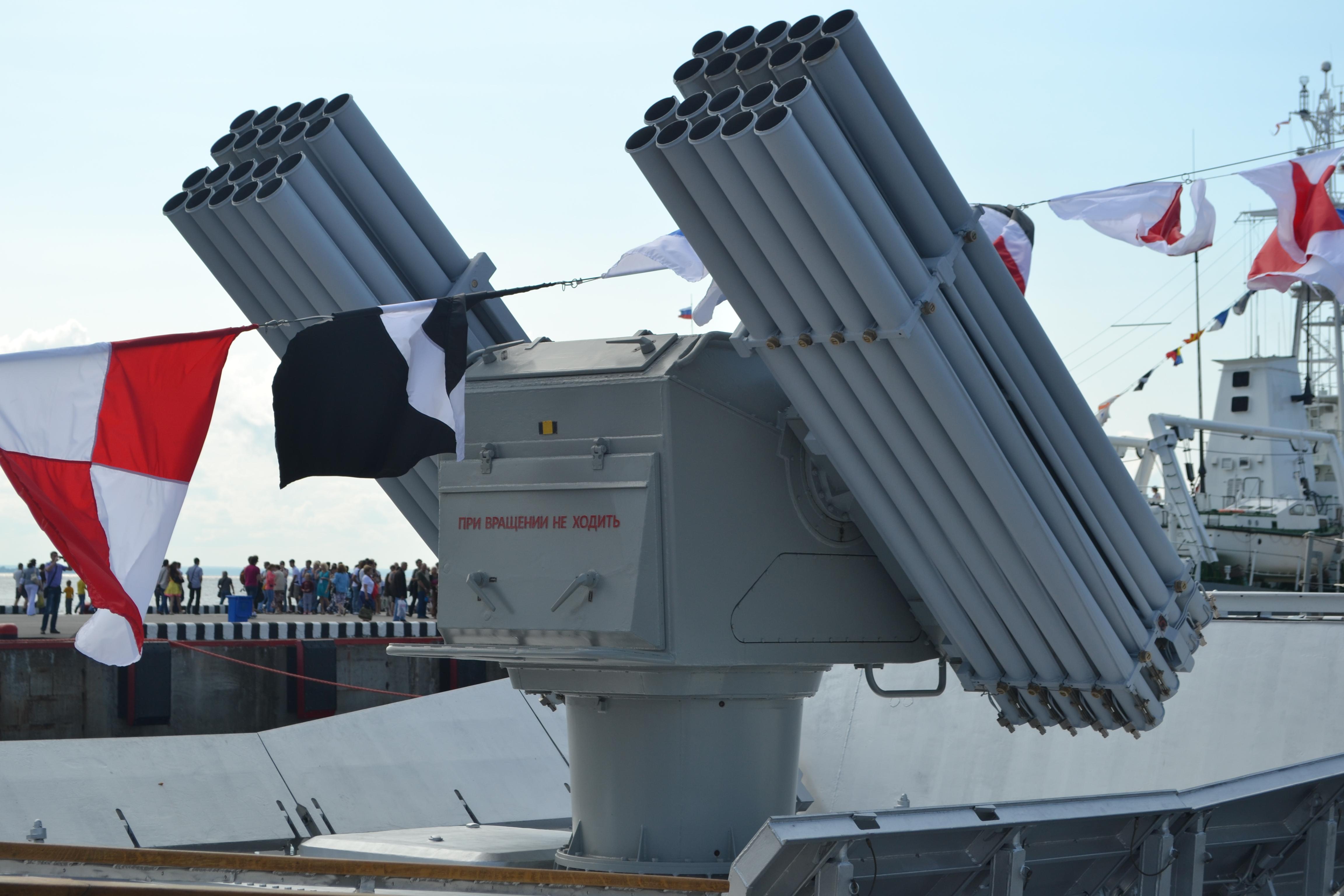
Marineversion A-215 Grad-M mit 2 × 20 Rohren

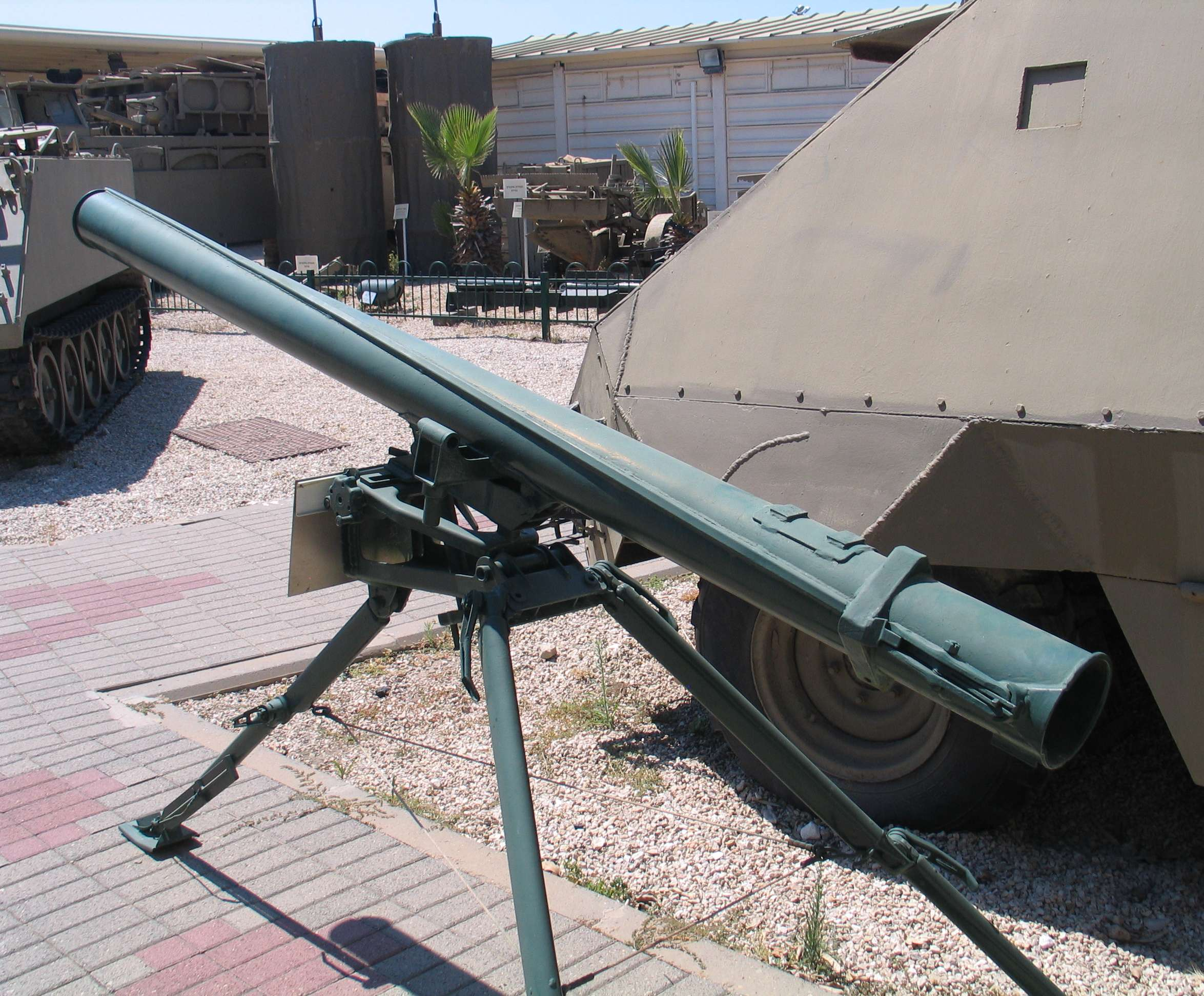
Grad-P, einzelnes Rohr auf Dreibein

- Grad: Grundversion mit 40 Werferrohren; auf einem Ural-375D.
- Grad-1: 1976 eingeführt und ist mit 36 Werferrohren (Index 9K55) auf einem ZIL-131-Lkw montiert. Von der NATO wird diese Version als BM-21b bezeichnet.
- Grad-V: Luftverlastbare Version mit 12 Werferrohren; auf einem GAZ-66B montiert.
- Grad-M: Neuere Version auf einem Ural-4320 montiert; Systemindex 9P137. In der NATO wird diese Version als BM-21-1 bezeichnet.
- 9P128: Einzelnes Rohr auf einem Dreibein; für diesen Werfer wurde die 9M28-Raketenserie entwickelt.
- Grad-P: Einzelnes Rohr auf einem Dreibein. Systemindex 9K132 Partisan; für Guerilla- und Sondereinheiten.
- DKZ-66P: 4-Rohr-Werfer auf einem Dreibein. Systemindex 9K132 Partisan; für Luftlande- und Sondereinheiten.
- 9K510 Illuminatsija: 1-Rohr-Werfer mit Rakete 9M42 zur Gefechtsfeldbeleuchtung.
- 9P139: Version mit 40 Werferrohren installiert auf dem Kettenfahrzeug MT-LB. Nur wenige Exemplare hergestellt.
- 2B26 Grad-K: Aktuelle Version mit 40 Werferrohren und automatisiertem Kommandosystem; auf einem KamAZ-5350 Lkw montiert.
- 9K51 Tornado: Aktuelle Version mit 50 Werferrohren und automatisiertem Kommandosystem; auf einem ZIL-131-Lkw montiert.
- 9K51 Prima: Exportversion des 9K51 Tornado.
- 9A53 Tornado-G: Nachfolgemodell mit 2 × 24 Werferrohren, vorgestellt 2009; auf 8×8-Lkw MZKT-7930. Dank modularem Aufbau können auch die Raketen der Systeme BM-30 und BM-22 abgefeuert werden.
- BM-21PD: Für die Küstenverteidigung; mit 40 Werferrohren auf einem Ural-375D oder Ural-4320 montiert. Auch als DT-62 „Damba“ bezeichnet.
- A-215 Grad-M: Marineversion, auf Landungsschiffen installiert.[1]

Versionen außerhalb der Sowjetunion

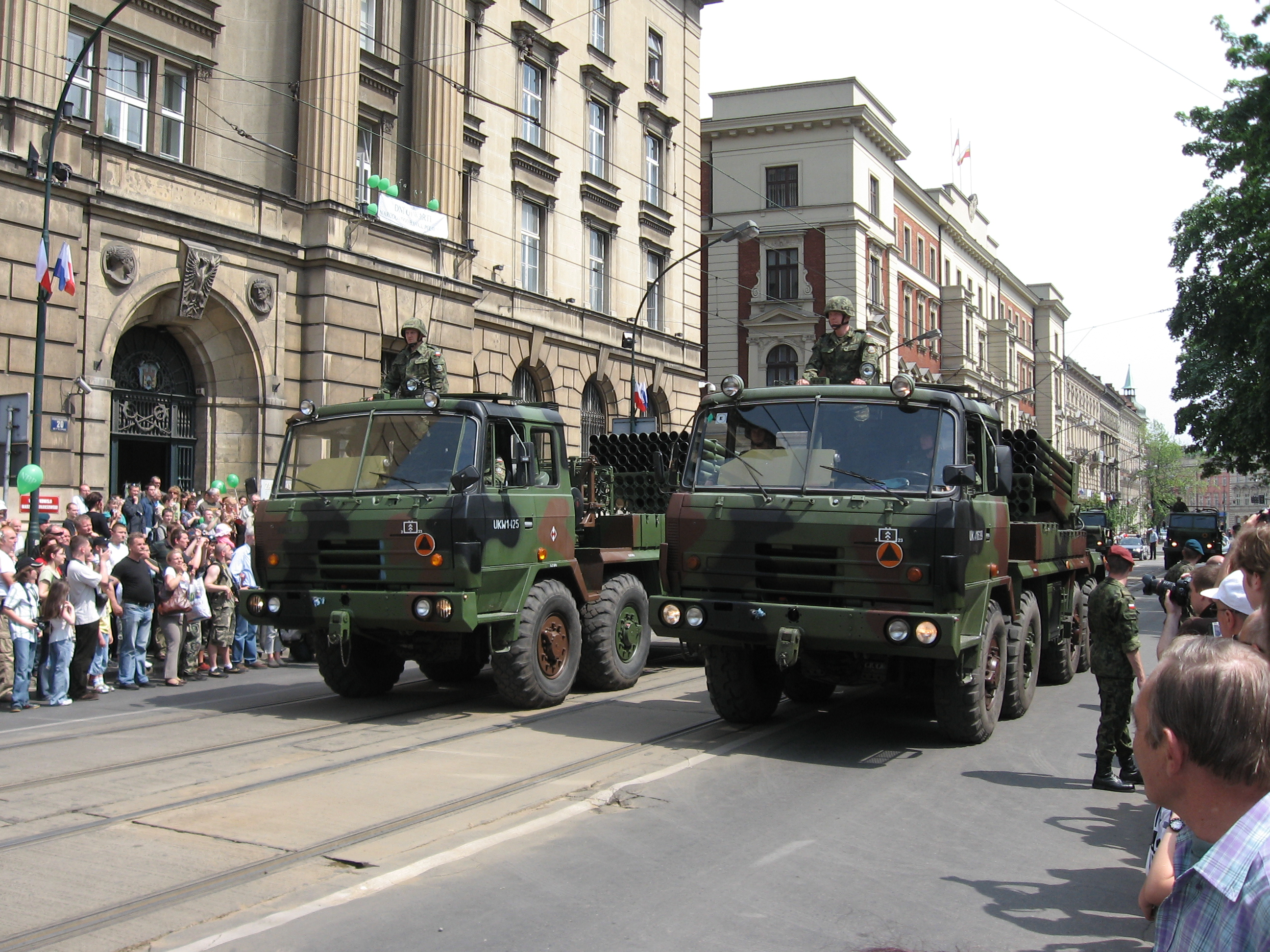
RM-70/85 der polnischen Armee

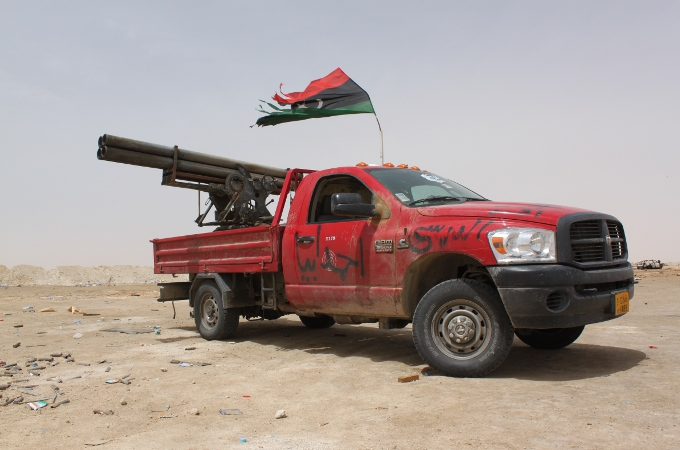
Ein Technical (Kampfwagen): Vier Werferrohre montiert auf einem Dodge RAM während des Libyschen Bürgerkrieges 2011

- Type 81: Version der Volksrepublik China. Installiert auf einem 6×6-Lkw Yan’an SX2150 mit 40 Werferrohren.
- Type 83: Mit 36 Werferrohren auf einem 6×6-Lkw installiert.
- Type 84: Verbesserter Type 83.
- Type 89 / PZH98: Mit 40 Werferrohren auf einem Type-83-Kettenfahrzeug installiert. Mit einem kompletten Raketensatz in Reserve.
- PZH-10: Mit 40 Werferrohren auf einem Kettenfahrzeug installiert.
- Type 90 / SR-4: Version mit 40 Werferrohren, installiert auf einem 6×6-Lkw MF-4. Mit einem kompletten Raketensatz in Reserve.
- RM-70: Version aus der Tschechoslowakei mit 40 Werferrohren, installiert auf einem 8×8-Lkw Tatra 813. Ein kompletter Raketensatz in Reserve.
- RM-70/85: Verbesserter RM-70, installiert auf einem 8×8-Lkw Tatra 815.
- BM-21MT: Version aus Tschechien mit 40 Werferrohren, installiert auf einem Tatra T815-7.
- ZCRS-122: Version aus Georgien mit 40 Werferrohren, installiert auf einem Tatra KrAZ-6322.
- PRL-111: Ägyptische Version. Einzelnes Rohr auf einem Dreibein
- PRL-113: Ägyptische Version, drei Rohre auf einem Dreibein.
- Sakr-18: Ägyptische Version des Grad-1.
- Firos 30: Italienische Version auf einem 6×6-Lkw FIAT oder Mercedes, mit 40 Werferrohren.
- Firos 25: Installiert auf einem 5-Tonnen-Lkw der Marke IVECO.
- M96 Typhoon: Version aus Kroatien. Installiert auf einem Tatra-T813-Lkw mit 12 Werferrohren und einem kompletten Raketensatz in Reserve.
- WR-40 Langusta: Version aus Polen mit 40 Werferrohren, installiert auf einem 6×6-Lkw JELCZ P662D.35-M27.
- Langusta II: Version aus Polen mit 40 Werferrohren, installiert auf einem 8×8-Lkw. Ein kompletter Raketensatz in Reserve.
- Oganj: Version aus Serbien mit 32 Werferrohren, installiert auf einem 6×6-Lkw TAM 150 T11 BV. Ein kompletter Raketensatz in Reserve.
- Oganj 2000 ER: Version aus Serbien mit 50 Werferrohren, installiert auf einem 8×8-Lkw KamAZ-63501. Ein kompletter Raketensatz in Reserve.
- Bm-21A BelGrad: Version aus Belarus mit 40 Werferrohren, installiert auf einem MAZ-6317; ein kompletter Raketensatz in Reserve.
- BM-21UM Berest: Version aus der Ukraine mit 50 Werferrohren, installiert auf einem KrAZ-5401NE.
- BM-11: Version aus Nordkorea; installiert auf einem Ural-375D.
- Hadid HM20: Iranische Version; installiert auf einem Mercedes 2624 mit 40 Werferrohren
- Arash: Iranische Version; installiert auf (4×4)-Lkw Mercedes-Benz LA 911 B.
- T-122 Sakarya: Türkische Version mit 40 Werferrohren auf einem MAN 26.281.
- R-Han: Version aus Indonesien; 8 Werferrohre installiert auf einem Land Rover oder 16 Werferrohre installiert auf einem Lkw.
- APRA-40/41: Rumänische Version mit 40 Werferrohren; installiert auf einem 6×6-Lkw DAC-665T.
- LAROM: Verbesserter APRA-41.
- Awora: Version aus Rumänien. 12 Werferrohre auf einem leichten ARO-Lkw installiert.

## Technik
Der Werfer wurde zuerst auf einem 6×6-Lkw Ural-375D montiert. Das Grad-System besteht aus dem Werfer, den Raketen sowie dem 9F37-Nachladefahrzeug (Ural-375D). Vor dem Abfeuern werden hinten am Werferfahrzeug zwei Stabilisierungsstützen abgesenkt. Der Werfer ist in drei Minuten feuerbereit und kann nach einer halben Minute die Stellung wieder verlassen. Das Nachladen eines abgefeuerten Werfers dauert sieben Minuten. Der Raketenwerfer kann alle 40 Raketen innerhalb von 20 Sekunden abfeuern. Eine Batterie von sechs BM-21-Systemen deckt mit insgesamt 240 Raketen eine Zielfläche von 450 × 450 m (rund 190.000 m²) ein.
Mit dem Grad-System kommt das automatisierte Führungssystem Kapustnik-BM zum Einsatz. Dieses besteht aus dem 1W153M-Kommandostand und ist auf einem Ural-375D oder Ural-4320 installiert. Die Zieldaten werden direkt an die Bedienkonsolen der Werfer gesendet. Vom Halt bis zur Aufnahme des Feuerkampfes benötigt eine Batterie etwa sechs Minuten.
Die Rakete verfügt über ein Faltleitwerk, das die Rakete im Flug rotieren lässt. Es wurden drei Raketen-Grundtypen entwickelt: eine lange 9M22U, eine verbesserte 9M22M und eine kurze Rakete 9M28.

## Raketen / Gefechtsköpfe

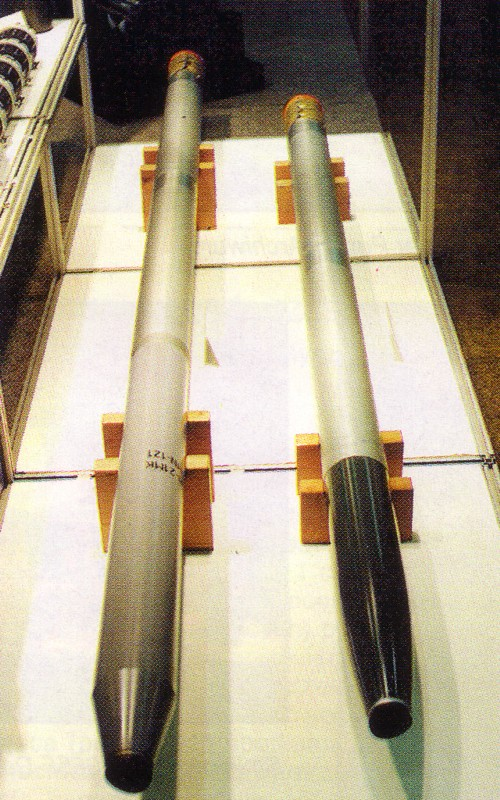
9M22- und 9M28-Rakete

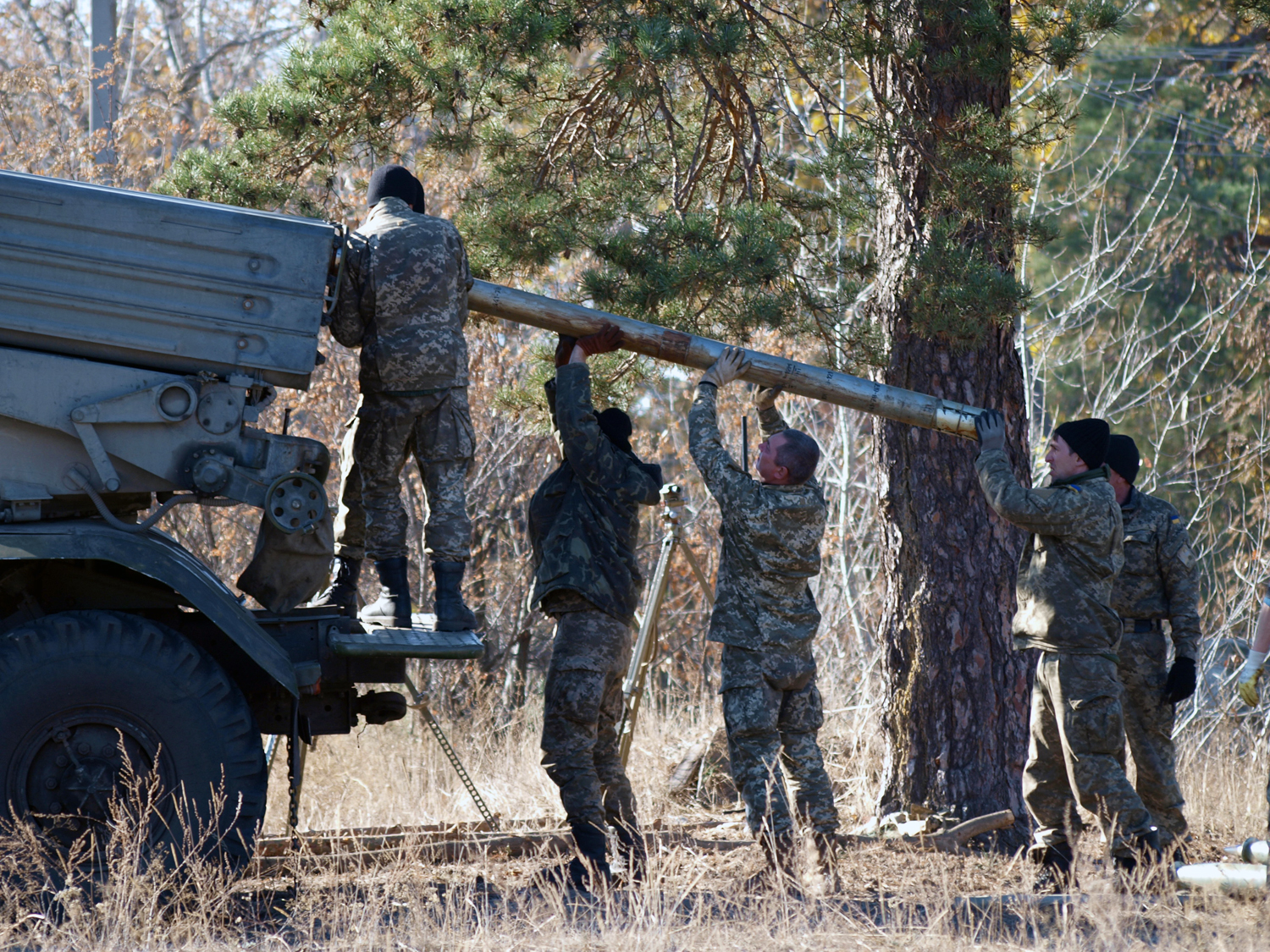
Laden von Raketen, Ukraine 2015

Der BM-21 Grad kann folgende Raketentypen einsetzen:
Raketen aus Russland:
- 9M22 mit 9N51-Splittergefechtskopf von 18,4 kg. Reichweite 20,4 km.[2]
- 9M22U mit 9N51-Splittergefechtskopf von 18,4 kg. Reichweite 20,4 km.[2]
- 9M22M mit einem Splittergefechtskopf von 18,4 kg. Reichweite 21 km.
- 9M22S mit 9N510-Gefechtskopf mit 180 9N25-Thermit-Brandpellets. Reichweite 19,9 km.[2]
- 9M22D mit 9N511-Agitationsgefechtskopf mit Flugblättern. Reichweite 21 km.
- 9M22K mit PFM-1S-Antipersonenminen.
- 9M22K1 (3M16) mit 5 Stück POM-2S-Antipersonenminen.
- 9M22K2 mit 3 Stück PTM-3-Panzerminen.
- 9M28F mit einem 9N55-Splittergefechtskopf von 21 kg. Reichweite 15 km.[2]
- 9M28D mit 9N511-Agitationsgefechtskopf mit Flugblättern. Reichweite 15,4 km.
- 9M28K mit 3 Stück PTM-3-Panzerminen. Reichweite 13,4 km.[2]
- 9M28K1 (3M16) mit 5 Stück POM-2S-Antipersonenminen. Reichweite 13,4 km.[2]
- 9M28S mit 9N510-Gefechtskopf mit 180 9N25-Thermit-Brandpellets. Reichweite 15,1 km.[2]
- 9M42 mit einem Leuchtsatz zur Gefechtsfeldbeleuchtung. Reichweite 20 km.
- 9M43 mit 4 Bomblets (Submunition) mit rotem Phosphor mit Rauch- und Brandwirkung. Reichweite 20,2 km.[2]
- 9M53F mit einem fallschirmgebremsten Splittergefechtskopf von 26 kg. Reichweite 20 km.
- 9M215 mit thermobarischem Gefechtskopf (FAE).
- 9M215M Ausführung der 9M215-Rakete mit neuem Zünder.
- 9M217 mit 2 zielsuchenden Tochtergeschossen 9N282 SPBE-D (MOTV-3F). Reichweite 18,5 km.[3]
- 9M218 mit 45 3B30-Bomblets mit kombinierter Splitter- und panzerdurchschlagender Wirkung. Reichweite 30 km.[3]
- 9M519 mit einem Störsender zur Unterbrechung von Funksignalen. Reichweite 18,5 km.
- 9M521 mit einem Splittergefechtskopf von 21 kg. Reichweite 40 km.[3]
- 9M522 mit einem fallschirmgebremsten Splittergefechtskopf von 25 kg. Reichweite 37,5 km.[3]
- 9M538 mit Splittergefechtskopf von 34,4 kg. Reichweite 20 km.[4]
- 9M539 mit einem fallschirmgebremsten Splittergefechtskopf von 36 kg. Reichweite 20 km.[4]
- 9M541 mit 70 Bomblets mit kombinierter Splitter- und panzerdurchschlagender Wirkung. Reichweite 30 km.[4]
- PRS-60 zur Bekämpfung von Unterwasserzielen. Mit einem Gefechtskopf von 20 kg. Reichweite 15 km.
- 9M23 (MS-21 Leica) mit Sprengkopf 9N56 mit 2,84 kg chemischem Kampfstoff VX. Reichweite 20,4 km.
- 9M23M (MS-21M Leica-M) mit Sprengkopf 9N57 mit 3,03 kg chemischem Kampfstoff Sarin. Reichweite 20,4 km.[2]
- 9M23M (MS-21M Leica-M) mit Sprengkopf 9N58 mit 3,07 kg chemischem Kampfstoff Soman. Reichweite 20,4 km.[2]
- Ugrosa Prototyp mit Laser-Zielsuchkopf für Präzisionsangriffe. Reichweite bis 32 km.
- OU-122 Rüstsatz der Firma Rostec mit den Satelliten-Navigationssystemen GLONASS und GPS für die 9M2xx und 9M5xx-Raketen. Treffgenauigkeit (CEP) 10 m. Vorgestellt im Jahr 2019.[5]

Raketen aus Ägypten:
- SAKR-10 mit einem Splittergefechtskopf von 19,5 kg. Reichweite 11 km.
- SAKR-18A mit 77 ZP-39-Hohlladungs-Bomblets. Reichweite 20 km.
- SAKR-18B mit einem Splittergefechtskopf von 19,5 kg. Reichweite 20 km.
- SAKR-36A mit 98 ZP-39-Hohlladungs-Bomblets. Reichweite 12 km.
- SAKR-36B mit einem Splittergefechtskopf von 19,5 kg. Reichweite 36 km.
- SAKR-45A mit 72 ZP-39-Hohlladungs-Bomblets. Reichweite 42 km.
- SAKR-45B mit einem Splittergefechtskopf von 20,5 kg. Reichweite 45 km.
- D-4000 mit Rauch- und Brandwirkung. Reichweite 4 km.
- D-6000 mit Rauch- und Brandwirkung. Reichweite 6 km.

Raketen aus Bulgarien:
- KNURS-DM AT mit vier TMD-1-Panzerminen
- KNURS-DM AP mit vier POMD-1- oder 16 PMD-1-Antipersonenminen

Raketen aus China:
- Type-81-HE mit einem Splittergefechtskopf von 18,3 kg. Reichweite 21 km.
- Type-81-HE-FRAG mit einem Splittergefechtskopf von 18,3 kg. Reichweite 21 km.
- Type-81-HEI mit einem Brandgefechtskopf von 18,3 kg. Reichweite 21 km.
- Type-81-ICM mit 35 MZD-2 Bomblets mit kombinierter Splitter- und panzerdurchschlagender Wirkung. Reichweite 21 km.
- Type-83-C1 mit 39 Hohlladungs-Bomblets. Reichweite 32 km.
- Type-83-C2 mit 74 Hohlladungs-Bomblets. Reichweite 26 km.
- Type-84 (GBL212) mit 96 Antipersonenminen oder 6 GLD220/GLD220A/GLD221 (Typ-84) Panzerminen mit Magnetzünder. Reichweite 15 km.
- Type-89 mit 128 Antipersonenminen oder 6 GLD220/GLD220A/GLD221 (Typ-84) Panzerminen mit Magnetzünder. Reichweite 21 km.
- Type-90A mit einem Splittergefechtskopf von 18,3 kg. Reichweite 33 km.
- Type-90B mit einem Splittergefechtskopf von 22 kg. Reichweite 40 km.
- Type-90C mit 44 Hohlladungs-Bomblets. Reichweite 40 km.

Raketen aus dem Iran:
- Arash-1 mit einem Splittergefechtskopf von 18,4 kg. Reichweite 21 km.
- Arash-2 mit einem Splittergefechtskopf von 18,4 kg. Reichweite 29 km.
- Arash-4 mit einem Splittergefechtskopf von 22 kg. Reichweite 40 km.
- Arash-Noor mit einem Splittergefechtskopf von 18,4 kg. Reichweite 18 km.
- Arash-Fadjr mit sechs Panzerminen. Reichweite 6 km.

Raketen aus Italien:
- FIROS 25-HE mit einem Splittergefechtskopf von 17,3 kg. Reichweite 27 km.
- FIROS 25-ATM mit sieben Panzerminen. Reichweite 25 km.
- FIROS 25-APM mit 44 Antipersonenminen. Reichweite 25 km.
- FIROS 25-ATB-AT mit 20 Hohlladungs-Bomblets. Reichweite 25 km.
- FIROS 25-ATB-AP mit 28 M42-Bomblets mit kombinierter Splitter- und panzerdurchschlagender Wirkung. Reichweite 25 km.
- FIROS 30-HE mit einem Splittergefechtskopf von 26 kg. Reichweite 34 km.
- FIROS 30-AT mit sechs Panzerminen. Reichweite 30 km.
- FIROS 30-AP mit 91 M42-Hohlladungs-Bomblets mit kombinierter Splitter- und panzerdurchschlagender Wirkung. Reichweite 30 km.

Raketen aus Nordkorea:
- BM-11-HE mit einem Splittergefechtskopf von 18 kg. Reichweite 21 km.
- BM-11-S mit Rauch- und Brandwirkung. Reichweite 21 km.
- BM-11-C für chemische Kampfstoffe. Reichweite 21 km.

Raketen aus Polen:
- M-21FHE mit einem Splittergefechtskopf von 18,4 kg. Reichweite 42 km.
- M-21FK mit 42 Bomblets mit kombinierter Splitter- und panzerdurchschlagender Wirkung. Reichweite 32 km.

Raketen aus Rumänien:
- M21-OF-FP mit einem Splittergefechtskopf. Reichweite 21 km.
- M21-OF-S mit einem Splittergefechtskopf. Reichweite 13 km.
- DKZ-B mit Rauch- und Brandwirkung. Reichweite 11 km.

Raketen aus Serbien:
- Grad mit einem Splittergefechtskopf von 19,1 kg. Reichweite 20,1 km.
- Grad-M mit einem Splittergefechtskopf von 19,1 kg. Reichweite 27,8 km.
- Grad-2000 mit einem Splittergefechtskopf von 19,1 kg. Reichweite 40 km.

Raketen aus der Türkei:
- Mizrak mit einem Splittergefechtskopf von 18,7 kg. Reichweite 20 km.
- SR-122 mit einem Splittergefechtskopf von 18,4 kg. Reichweite 20 km.
- SRB-122 mit einem Splittergefechtskopf von 18,4 kg. Reichweite 20 km.
- SRK-122 mit 50 Hohlladungs-Bomblets. Reichweite 20 km.
- TR-122 mit einem Splittergefechtskopf von 18,4 kg. Reichweite 36 km.
- TRB-122 mit einem Splittergefechtskopf von 18,4 kg. Reichweite 36 km.
- TRK-122 mit 50 Hohlladungs-Bomblets. Reichweite 36 km.
- TRK-122 mit 6 Brandkörpern. Reichweite 36 km.

Raketen aus Tschechien:
- AGAT mit 56 Hohlladungs-Bomblets. Reichweite 17 km.
- M-21-OF mit einem Splittergefechtskopf von 18,4 kg. Reichweite 20 km.
- DB-1B mit einem Splittergefechtskopf von 19,4 kg. Reichweite 21 km.
- Krizna-R mit vier PT-Mi-D-Panzerminen. Reichweite 17 km.
- Krizna-S mit vier PT-Mi-D-Panzerminen. Reichweite 3 km.
- Kus mit vier PP-Mi-S1-Antipersonenminen und fünf Minenattrappen. Reichweite 3 km.

## Nutzerstaaten
Aktuelle Nutzer
- Ägypten – Ab dem Januar 2018 befinden sich 60 BM-21 im Dienst.[6]:330
- Algerien – Ab dem Januar 2018 befinden sich 48 BM-21 im Dienst.[6]:325
- Angola – Ab dem Januar 2018 befinden sich 50 BM-21 im Dienst.[6]:445
- Armenien – Ab dem Januar 2018 befinden sich 47 BM-21 im Dienst.[6]:181
- Aserbaidschan – Ab dem Januar 2018 befinden sich 43 BM-21 im Dienst.[6]:183
- Äthiopien – Ab dem Januar 2018 befinden ungefähr 50 BM-21 im Dienst.[6]:463
- Bulgarien – Ab dem Januar 2018 befinden sich 24 BM-21 im Dienst.[6]:89
- Burundi – Ab dem Januar 2018 befinden sich 12 BM-21 im Dienst.[6]:450
- Demokratische Republik Kongo – Ab dem Januar 2018 befinden sich 24 BM-21 im Dienst.[6]:458
- Ecuador – Ab dem Januar 2018 befinden sich 18 BM-21 im Dienst.[6]:404
- Elfenbeinküste – Ab dem Januar 2018 befinden sich 6 BM-21 im Dienst.[6]:457
- Eritrea – Ab dem Januar 2018 befinden sich 35 BM-21 im Dienst.[6]:462
- Georgien – Ab dem Januar 2018 befinden sich 13 BM-21 im Dienst.[6]:187
- Indien – Ab dem Januar 2018 befinden sich ungefähr 150 BM-21 im Dienst.[6]:262
- Irak – Ab dem Januar 2018 befinden sich einige BM-21 im Dienst.[6]:338
- Iran – Ab dem Januar 2018 befinden sich 100 BM-21 im Dienst.[6]:334
- Kambodscha – Ab dem Januar 2018 befinden sich 8 BM-21 im Dienst.[6]:248
- Kamerun – Ab dem Januar 2018 befinden sich 20 BM-21 im Dienst.[6]:451
- Kasachstan – Ab dem Januar 2018 befinden sich 100 BM-21 im Dienst.[6]:189
- Kirgisistan – Ab dem Januar 2018 befinden sich 15 BM-21 im Dienst.[6]:190
- Kroatien – Ab dem Januar 2018 befinden sich 31 BM-21 im Dienst.[6]:91
- Kuba – Ab dem Januar 2018 befindet sich eine unbekannte Anzahl BM-21 im Dienst.[6]:401
- Libanon – Ab dem Januar 2018 befinden sich 11 BM-21 im Dienst.[6]:347
- Mali – Ab dem Januar 2018 befinden sich mindestens 30 BM-21 im Dienst.[6]:473
- Marokko – Ab dem Januar 2018 befinden sich 35 BM-21 im Dienst.[6]:352
- Mongolei – Ab dem Januar 2018 befinden sich 130 BM-21 im Dienst.[6]:286
- Mosambik – Ab dem Januar 2018 befinden sich 12 BM-21 im Dienst.[6]:475
- Myanmar – Ab dem Januar 2018 befindet sich eine unbekannte Anzahl BM-21 im Dienst.[6]:287

- Namibia – Ab dem Januar 2018 befinden sich 5 BM-21 im Dienst.[6]:476
- Nicaragua – Ab dem Januar 2018 befinden sich 18 BM-21 im Dienst.[6]:415
- Nigeria – Ab dem Januar 2018 befinden sich 10 BM-21 im Dienst.[6]:479
- Nordkorea – Ab dem Januar 2018 befindet sich eine unbekannte Anzahl BM-21 im Dienst.[6]:276
- Nordmazedonien – Ab dem Januar 2018 befinden sich 6 BM-21 im Dienst.[6]:127
- Peru – Ab dem Januar 2018 befinden sich 22 BM-21 im Dienst.[6]:418
- Polen – Ab dem Januar 2018 befinden sich 75 BM-21 im Dienst.[6]:136
- Republik Kongo – Ab dem Januar 2018 befinden sich 10 BM-21 im Dienst.[6]:455
- Russland
Russisches Heer – Ab dem 25. Oktober 2018 befinden sich 409 BM-21 und mindestens 141 9A53 im Dienst. 2000 BM-21 eingelagert[7][8][9][10][11][12][13] BM-21 („Grad“) werden permanent durch 9A53 („Tornado-G“) ersetzt.
Russische Marineinfanterie – Ab dem Januar 2018 befinden sich 36 BM-21 im Dienst.[6]:198
- Sambia – Ab dem Januar 2018 befinden sich 30 BM-21 im Dienst.[6]:495
- Senegal – Ab dem Januar 2018 befinden sich 6 BM-21 im Dienst.[6]:482
- Sudan – Ab dem Januar 2018 befinden sich 120 BM-21 im Dienst.[6]:489
- Südsudan – Ab dem Januar 2018 befindet sich eine unbekannte Anzahl BM-21 im Dienst.[6]:488
- Syrien – Ab dem Januar 2018 befindet sich eine unbekannte Anzahl BM-21 im Dienst.[6]:362
- Tadschikistan – Ab dem Januar 2018 befinden sich 3 BM-21 im Dienst.[6]:207
- Tansania – Ab dem Januar 2018 befinden sich 58 BM-21 im Dienst.[6]:491
- Tschad – Ab dem Januar 2018 befinden sich 6 BM-21 im Dienst.[6]:454
- Turkmenistan – Ab dem Januar 2018 befinden sich 70 BM-21 im Dienst.[6]:208
- Uganda – Ab dem Januar 2018 befindet sich eine unbekannte Anzahl BM-21 im Dienst.[6]:493
- Ukraine – Ab dem Januar 2018 befinden sich 185 BM-21 im Dienst.[6]:210
- Usbekistan – Ab dem Januar 2018 befinden sich 36 BM-21 im Dienst.[6]:214
- Venezuela – Ab dem Januar 2018 befinden sich 24 BM-21 im Dienst.[6]:424
- Vietnam – Ab dem Januar 2018 befinden sich 350 BM-21 im Dienst.[6]:310
- Belarus – Ab dem Januar 2020 befinden sich 128 BM-21 im Dienst.[14]:183
- Zypern – Ab dem Januar 2018 befinden sich 4 BM-21 im Dienst.[6]:92

Ehemalige Nutzer
- Guinea – Bis zum Januar 2018 außer Dienst gestellt.[6]:467
- Israel – Bis zum Januar 2018 wurden 58 BM-21 außer Dienst gestellt.[6]:341

- Libyen – Bis zum Januar 2018 außer Dienst gestellt.[6]:349
- Somalia – Bis zum Januar 2018 außer Dienst gestellt.[6]:485